# Зелёное (Кобелякский район)
Зеленое (укр. Зелене) — село, Бутенковский сельский совет, Кобелякский район, Полтавская область, Украина.
Код КОАТУУ — 5321880706.

## География
Село Зелёное находится в 2-х км от левого берега реки Волчья и в 1-м км от села Ветрова Балка. Рядом проходит автомобильная дорога М-22 (E 577).

## Население
Население по переписи 2001 года составляло 46 человек.

### Известные люди
- Бобрун, Дмитрий Викторович (род. 1926) — советский и украинский спортсмен и тренер.